# Тигровый уж
Тигровый уж (лат. Rhabdophis tigrinus) — вид змей рода длиннозубых ужей из семейства ужеобразных (Colubridae).

## Распространение и среда обитания
Распространён на Дальнем Востоке: в Китае, Японии, Северной и Южной Корее, а также на территории России в Хабаровском и Приморском краях, а также в сопредельных странах. Населяет сырые биотопы, вблизи водоёмов, как в лесах, так и вне их.

## Внешний вид
Длина тела — до 110 см. Змея с яркой окраской — верхняя сторона тела зелёная в тёмную полоску. На шее и в передней части туловища зелёный цвет сменяется красно-оранжевым, что напоминает окраску тигра.

## Поведение и ядовитость
Обороняясь, тигровый уж принимает характерную позу: поднимает переднюю часть туловища почти вертикально, шипит, делает выпады в сторону противника. Из расположенных на верхней стороне шеи нухо-дорзальных желёз выделяется едкий секрет, который вынуждает хищника, схватившего тигрового ужа, немедленно его выпустить. В составе этого секрета есть полигидроксилированные стероиды, сходные по структуре с кардиотоническими буфадиенолидами из яда жаб.
Кормится бесхвостыми земноводными (жабами и лягушками), реже рыбой. Кожа ядовитых жаб, входящих в рацион тигровых ужей, выделяет защитные вещества стераны (буфадиенолиды). У этих змей после съедения такой жабы ядовитые железы наполняются практически такими же ядами. Змеи, в пище которых мало ядовитых амфибий, практически не ядовиты. Поведение змей разнится в зависимости от наличия или отсутствия яда: ядовитая змея при нападении хищника защищается, а не ядовитая предпочитает спастись бегством.

## Размножение и развитие
Потомство производит в конце августа — начале сентября. Беременность длится примерно 48 дней. Число яиц в кладке от 8 до 22, их размеры обычно 27—35 на 16—20 мм, при весе около 20 г. Инкубация при температуре 27—30 °C и 90%-й влажности длится 34—38 дней. Длина при вылуплении 150—200 мм. Первая линька происходит через неделю после вылупления. Детёныши растут быстро, к годовалому возрасту начинают проявлять признаки половой активности, а в 1,5 года становятся половозрелыми.

## Опасность для человека
Известен случай, когда укушенный тигровым ужом 50-летний мужчина получил отравление. Симптомы: кровоточивость из ранки, тромбоцитопения, увеличение протромбинового времени, гипофибриногенемия. Лечение при укусе тигрового ужа — симптоматическое.

## Содержание в неволе
Содержится в примерно тех же условиях, что и настоящие ужи, только при несколько более высокой температуре (28—30 °C). Легко размножаются в неволе, давая до 2 кладок в год. Для стимуляции размножения желательна искусственная зимовка.